# Cimadevila (Arzúa)
Cimadevila es una aldea española situada en la parroquia de Brandeso, del municipio de Arzúa, en la provincia de La Coruña, Galicia.

## Demografía
| Gráfica de evolución demográfica de Cimadevila entre 2000 y 2018 |
|                                                                  |
| Datos según el nomenclátor publicado por el INE.                 |